# Paul Simon (album)
Pour les articles homonymes, voir Simon et Paul Simon.
Albums de Paul Simon
The Paul Simon Songbook
(1965) There Goes Rhymin' Simon
(1973)
Singles
1. Mother and Child Reunion
Sortie : février 1972
2. Me and Julio Down by the Schoolyard
Sortie : mai 1972
3. Duncan
Sortie : juillet 1972

Paul Simon est le deuxième album solo de Paul Simon, sorti en 1972, deux ans après la séparation du duo Simon & Garfunkel.

## Titres
Toutes les chansons sont de Paul Simon, sauf mention contraire.

### Face 1
1. Mother and Child Reunion – 3:05
2. Duncan – 4:39
3. Everything Put Together Falls Apart – 1:59
4. Run That Body Down – 3:52
5. Armistice Day – 3:55

### Face 2
1. Me and Julio Down by the Schoolyard – 2:42
2. Peace Like a River – 3:20
3. Papa Hobo – 2:34
4. Hobo's Blues (Paul Simon, Stéphane Grappelli) – 1:21
5. Paranoia Blues – 2:54
6. Congratulations – 3:42

## Musiciens
- Paul Simon : chant, guitare acoustique, percussions
- Lynford Brown : guitare lead (1)
- Wallace Wilson : guitare rythmique (1)
- Jerry Hahn : guitare électrique (4, 5)
- David Spinozza : guitare acoustique (4, 6)
- Stefan Grossman : guitare slide (10)
- Jackie Jackson : basse (1)
- Russell George : basse (6)
- Joe Osborn : basse (7, 11)
- Ron Carter : contrebasse (4)
- Winston Grennan : batterie (1)
- Hal Blaine : batterie (4, 10, 11)
- Denzil Laing : percussions (1)
- Airto Moreira : percussions (5, 6)
- Victor Montanez : congas (7)
- Neville Hinds : orgue Hammond (1)
- Larry Knechtel : piano (1, 11), piano électrique Wurlitzer (3, 11), harmonium (3, 8), orgue Hammond (11)
- Stéphane Grappelli : violon (9)
- Los Incas : flûte, charango, percussions (2)
- Mike Mainieri : vibraphone (4)
- Charlie McCoy : harmonica (8)
- Fred Lipsius : saxophone alto (5)
- John Schroer : saxophone ténor (5), saxophone baryton (10)
- Steven Turre : trombone (10)
- Cissy Houston, Von Eva Sims, Renelle Stafford, Deirdre Tuck : chœurs (1)